# ريكاردو باكا
ريكاردو باكا (بالإنجليزية: Ricardo Baca)‏ هو محرِّر أمريكي، ولد في 1977.

## وصلات خارجية
- ريكاردو باكا على موقع IMDb (الإنجليزية)